# Bella Donna
Bella Donna er en amerikansk stumfilm fra 1915 af Edwin S. Porter og Hugh Ford.

## Medvirkende
- Pauline Frederick som Bella Donna
- Thomas Holding som Nigel Armine
- Julian L'Estrange som Baroudi
- Eugene Ormonde som Isaacson
- George Majeroni som Ibraham